# Юрьевские
Юрьевские — русский княжеский род, происходящий от внебрачного (позже узаконенного) потомства императора Александра II и Екатерины Долгоруковой, первой получившей титул светлейшей княгини Юрьевской.

## Указ
Именным Высочайшим указом от 5 декабря 1880 года Высочайше повелено присвоить дочери князя Михаила Михайловича Долгорукова, княжне Екатерине Михайловне Долгоруковой, состоящей с 19 июля 1880 года в морганатическом браке с императором Александром II, титул светлейшей княгини Юрьевской.

## Представители рода

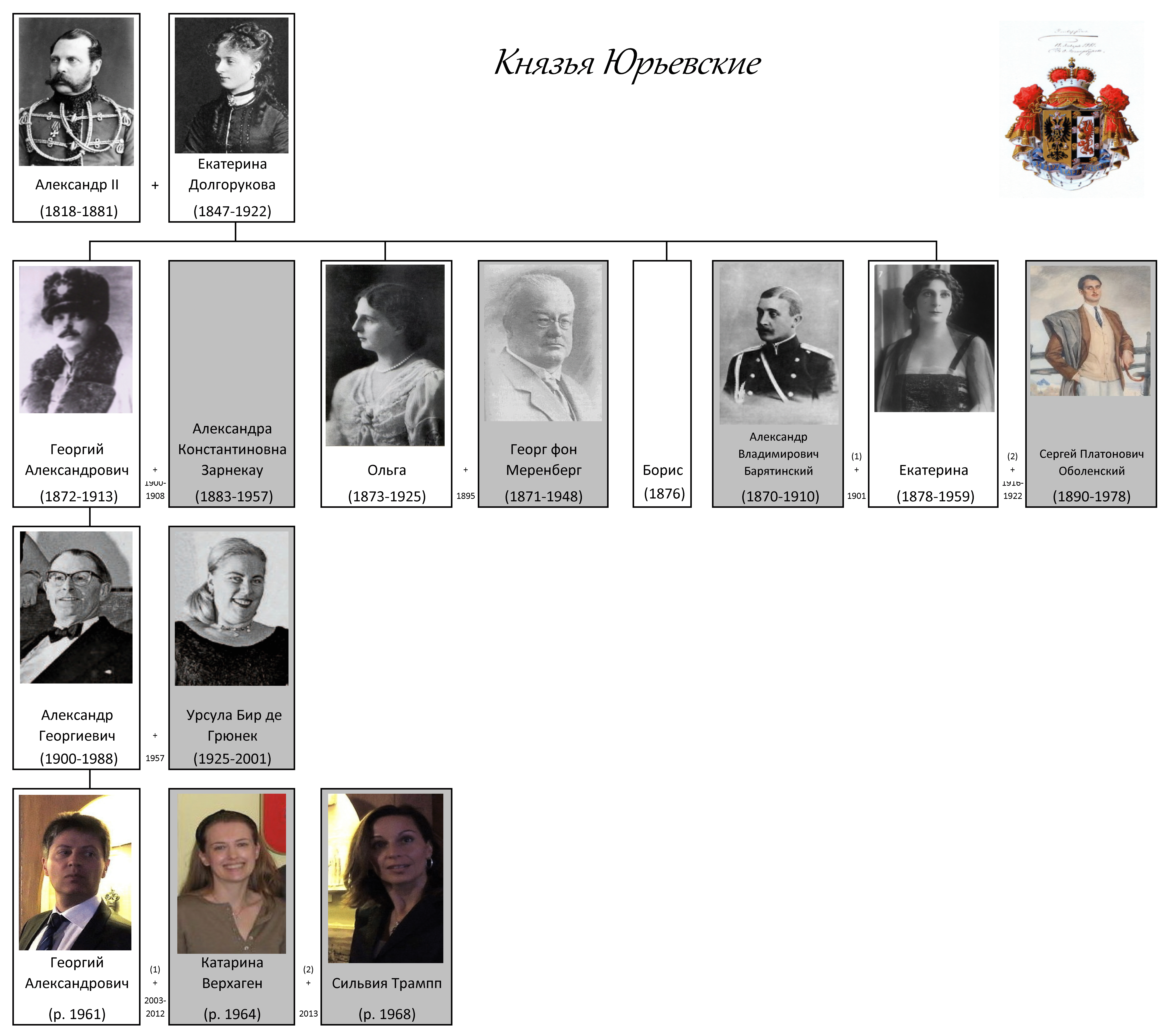
Родословная на 2013 год

- Александр II + Екатерина Долгорукова
  - Георгий Александрович Юрьевский (1872—1913). В 1900—1908 годах был женат на графине Александре фон Царнекау (традиционное написание Зарнекау, 1883—1957), морганатической дочери принца Константина Ольденбургского.
    - Юрьевский, Александр Георгиевич (1900—1988). С 1957 года был женат на Урсуле Бир де Грюнек (1925—2001).
      - Юрьевский, Георгий Александрович[англ.] (род. 1961). В 2003—2012 гг. женат на Катарине Верхаген (род. 1964). 30 августа 2013 года в Цюрихе женился на Сильвии Трампп (в православии с именем Еликонида)[1]. Детей не имеет. По мнению академика А. И. Фурсова — единственный законный претендент на русский престол[2].

  - Юрьевская, Ольга Александровна (1873—1925). В 1895 году вышла замуж за графа Георга фон Меренберг (1871—1948).
  - Юрьевский, Борис Александрович (1876)
  - Юрьевская, Екатерина Александровна (1878—1959). Замужем: с 1901 года — за князем Александром Владимировичем Барятинским (1870—1910); в 1916—1924 годах — за князем Сергеем Оболенским (1890—1978).